# برنخش
برنخش نیم چفد‌هایی هستند که در قسمت چپیره گنبد بعد از چفدهای هشت گوش موجود آمده قرار می‌گیرند و روی آنها پای چغدهای ۱۶ ضلعی می‌نشینند، اجزای دو چفد همراه هم بصورتی که یکی برجسته و دیگری تورفته باشد.